# Торопиха (Шуйский район)
 Торопиха — деревня в Шуйском районе Ивановской области. Входит в состав Перемиловского сельского поселения.

## География
Находится в центральной части Ивановской области на расстоянии приблизительно 9 км на северо-восток по прямой от районного центра города Шуя.

## История
Появилась на карте ещё 1808 года. В 1859 году здесь (тогда деревня Шуйского уезда Владимирской губернии) было учтено 23 двора, в 1902 — 37.

## Население
Постоянное население составляло 150 человек (1859 год), 224 (1902), 3 в 2002 году (русские 100 %), 2 в 2010.